# Ямада, Наоки
Наоки Ямада (яп. 山田 直輝 Ямада Наоки, род. 4 июля 1990 года) — японский футболист, полузащитник клуба «Сёнан Бельмаре». Выступал за сборную Японии.

## Карьера
Ямада начинал профессиональную карьеру в составе клуба «Урава Ред Даймондс». Его дебют в первой команде клуба состоялся в 2008 году, а через год Ямада стал важным игроком основного состава. Однако вскоре у него началась череда серьёзных травм: в январе 2010 года он сломал правую ногу, а в марте 2012 года получил разрыв передней крестообразной связки колена. С начала 2015 года Ямада выступает за «Сёнан Бельмаре» на правах аренды.

## Национальная сборная
Ямада сыграл два матча за национальную сборную Японии. Его дебют в сборной состоялся 27 мая 2009 года в товарищеском матче со сборной Чили (4:0). 6 января 2010 года Ямада сыграл в матче отборочного турнира к Кубку Азии 2011 против команды Йемена (3:2).

## Статистика за сборную
| Сборная Японии | Сборная Японии | Сборная Японии |
| Год            | Матчи          | Голы           |
| -------------- | -------------- | -------------- |
| 2009           | 1              | 0              |
| 2010           | 1              | 0              |
| Итого          | 2              | 0              |